# Annesbrook
Annesbrook est une banlieue industrielle de la cité de Nelson située dans l’Île du Sud de la Nouvelle-Zélande.

## Situation
Elle est située entre la route State Highway 6 et aéroport de Nelson (en), localisé au sud-ouest du centre de Nelson et au nord de la banlieue de Stoke.